# 不丹紅米

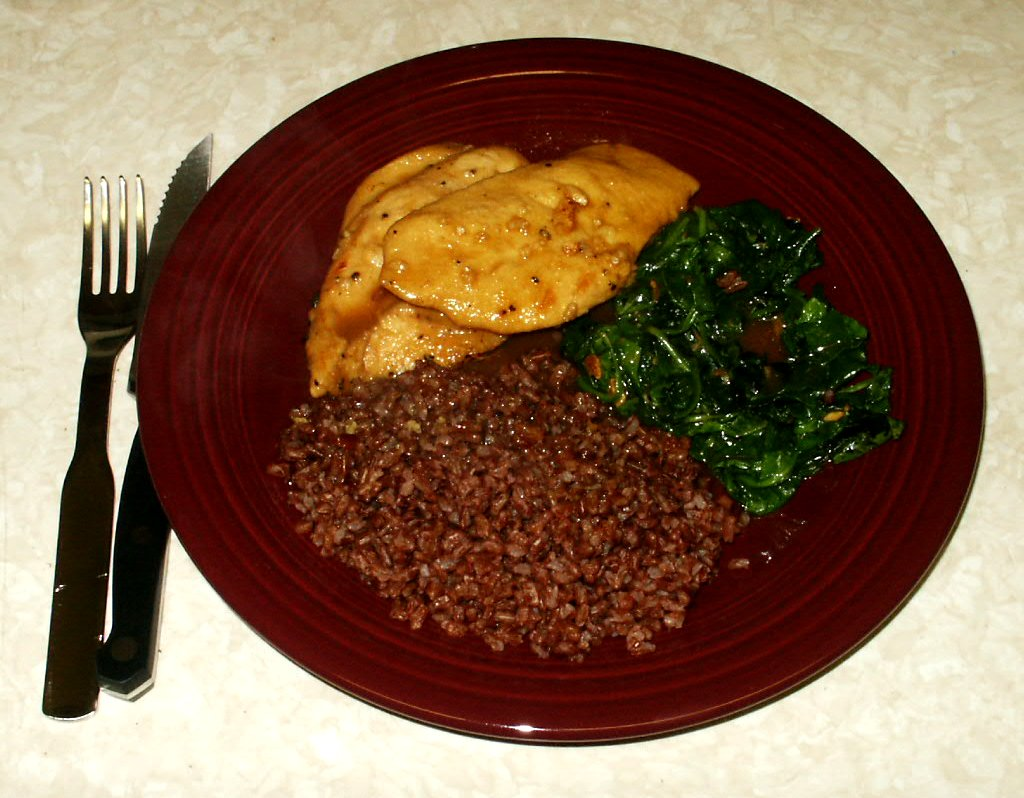
一盤不丹紅米與雞肉以及菠菜

不丹紅米，是一種中粒大米，生長在喜馬拉雅山脈東部的不丹。它是不丹人民的主食。
不丹紅米是一種紅粳米。它是半碾磨的，一些紅色的麩皮留在米飯上。正因為如此，它的烹飪速度比未碾磨的糙米快一些。煮熟后，米飯呈淡粉紅色，柔軟且略帶粘性。
這種大米在1990年代中期開始在美國上市，當時蓮花食品公司開始進口它，目前它是美國唯一從不丹進口的農產品。